# Freccia Vallone 1984
La Freccia Vallone 1984, quarantottesima edizione della corsa, si svolse il 12 aprile 1984 per un percorso di 246 km. La vittoria fu appannaggio del danese Kim Andersen, che completò il percorso in 6h12'50" precedendo il belga William Tackaert e l'olandese Heddie Nieuwdorp.
Per la terza volta il muro di Huy fu messo nel programma della gara, ma non ancora come arrivo. Al traguardo di Huy furono 71 i ciclisti che portarono a termine la competizione.

## Ordine d'arrivo (Top 10)
| Pos. | Corridore        | Squadra                  | Tempo    |
| ---- | ---------------- | ------------------------ | -------- |
| 1    | Kim Andersen     | Coop-Hoonved             | 6h12'50" |
| 2    | William Tackaert | Fangio-Mavic             | a 3'39"  |
| 3    | Heddie Nieuwdorp | AVP-Viditel-De Vries     | s.t.     |
| 4    | Dominique Arnaud | La Vie Claire-Terraillon | s.t.     |
| 5    | Henri Manders    | Kwantum Hallen-Decosol   | s.t.     |
| 6    | Henk Lubberding  | Panasonic-Raleigh        | a 4'26"  |
| 7    | Urs Zimmermann   | Cilo-Aufina              | s.t.     |
| 8    | Hubert Linard    | Peugeot-Shell-Michelin   | a 4'28"  |
| 9    | Phil Anderson    | Panasonic-Raleigh        | a 5'49"  |
| 10   | Acácio da Silva  | Malvor-Bottecchia        | s.t.     |